# Ygor Maciel Santiago
Ygor Maciel Santiago (Santana do Livramento, 1 de junio de 1984) es un futbolista brasileño que juega como volante en el Goiás.

## Trayectoria
Su primer equipo fue el Vasco, donde debutó en 2003 y se quedó hasta 2006, cuando fue transferido al Al-Gharafa Sports Club de Catar, permaneciendo por un año en ese equipo. Posteriormente se marchó por un año al Fluminense. En 2009 fichó por el IK Start de Noruega, en el mismo año jugó en la Portuguesa. Al año siguiente fue contratado por el Figueirense, y desde 2012 juega en el Internacional.